# De Brouckère (metrostation)
De Brouckère is een station van de Brusselse metro en premetro, gelegen in het centrum van de stad Brussel.

## Geschiedenis
Op 17 december 1969 opende het station als westelijk eindpunt van de eerste Brusselse premetrolijn, die het centrum verbond met het station Schuman in de Europese wijk. De oorspronkelijk geplande naam Munt/Monnaie werd nog voor de opening gewijzigd in De Brouckère, verwijzend naar de Belgische politicus en minister Charles de Brouckère.
De premetro-as werd later omgebouwd in metro zodat op 20 september 1976 de eerste echte Brusselse metrolijn in gebruik kon worden genomen, gaande van De Brouckère tot Tomberg en Beaulieu in het oosten van de stad. In hetzelfde jaar opende ook de premetrolijn tussen Lemonnier en het Noordstation.
Sinds het najaar van 2017 onderging het premetrostation, het metrostation en de tunnel die beide stations verbindt, een echte metamorfose. Er kwam een nieuwe toegang van in het Muntcentrum, aan de hoek van het Muntplein en de Rue de l'Ecuyer/Schildknaapstraat. Net zoals in het premetrostation Beurs - Grote Markt kwam er een beveiligde fietsparking met plaats voor 480 fietsen. De ingang van de parking kwam op het kruispunt van de Emile Jacqmain- en de Adolphe Maxlaan. De renovatie is in 2020 afgerond.

## Situering
Het metrostation bevindt zich onder het De Brouckèreplein, nabij de Koninklijke Muntschouwburg, de Anspachlaan en de Nieuwstraat. Station De Brouckère wordt bediend door de metrolijnen 1 en 5 en de noord-zuidas van de Brusselse premetro, die ondergronds met elkaar verbonden zijn. De perrons van de lijnen 1 en 5 liggen aan het zuidelijke uiteinde van het De Brouckèreplein, onder de Bisschopsstraat, terwijl het station aan de noord-zuidas midden onder het plein ligt. Om de overstap tussen beide lijnen te vergemakkelijken is er een rollend trottoir tussen beide delen van het station aanwezig. Het metrostation is verbonden met een ondergronds winkelcentrum aan het Muntplein.
Bovengronds is De Brouckère een knooppunt van verschillende buslijnen, die de halte meestal als begin- en eindhalte hebben. Naast MIVB-bussen stoppen er ook een paar bussen van Vlaamse Vervoersmaatschappij De Lijn. Sinds de invoering van de 50 hectare voetgangerszone in juni 2015 ligt de halte van De Lijn (enkel richting Ninove) op de Hallenstraat aan P58.

## Kunst
Voor de wanden van de smalle gang waarin zich de rollende trottoirs bevinden creëerde Jan Vanriet een 210 meter lang beeldverhaal waarin diverse thema's samenvloeien. Naar een gedicht van Benno Barnard kreeg het werk de titel La ville bouge au creux de ma main. Naast elkaar geplaatste  panelen in geëmailleerd verglaasd staal met zeefdruk laten de voorbijganger onder andere de wereld van het bovenliggende plein en elementen uit de metrobouw zien, vermengd met details als terrasstoelen en putdeksels.
Ook de eerste stap op de maan speelt een rol in het kunstwerk. Ten slotte zijn er tekstfragmenten in de voorstelling geïntegreerd; zo vindt men de versregel van Barnard die het werk zijn titel leende en enkele woorden uit het lied Bruxelles van Jacques Brel, waarin hij onder meer het De Brouckèreplein bezingt.

## Afbeeldingen

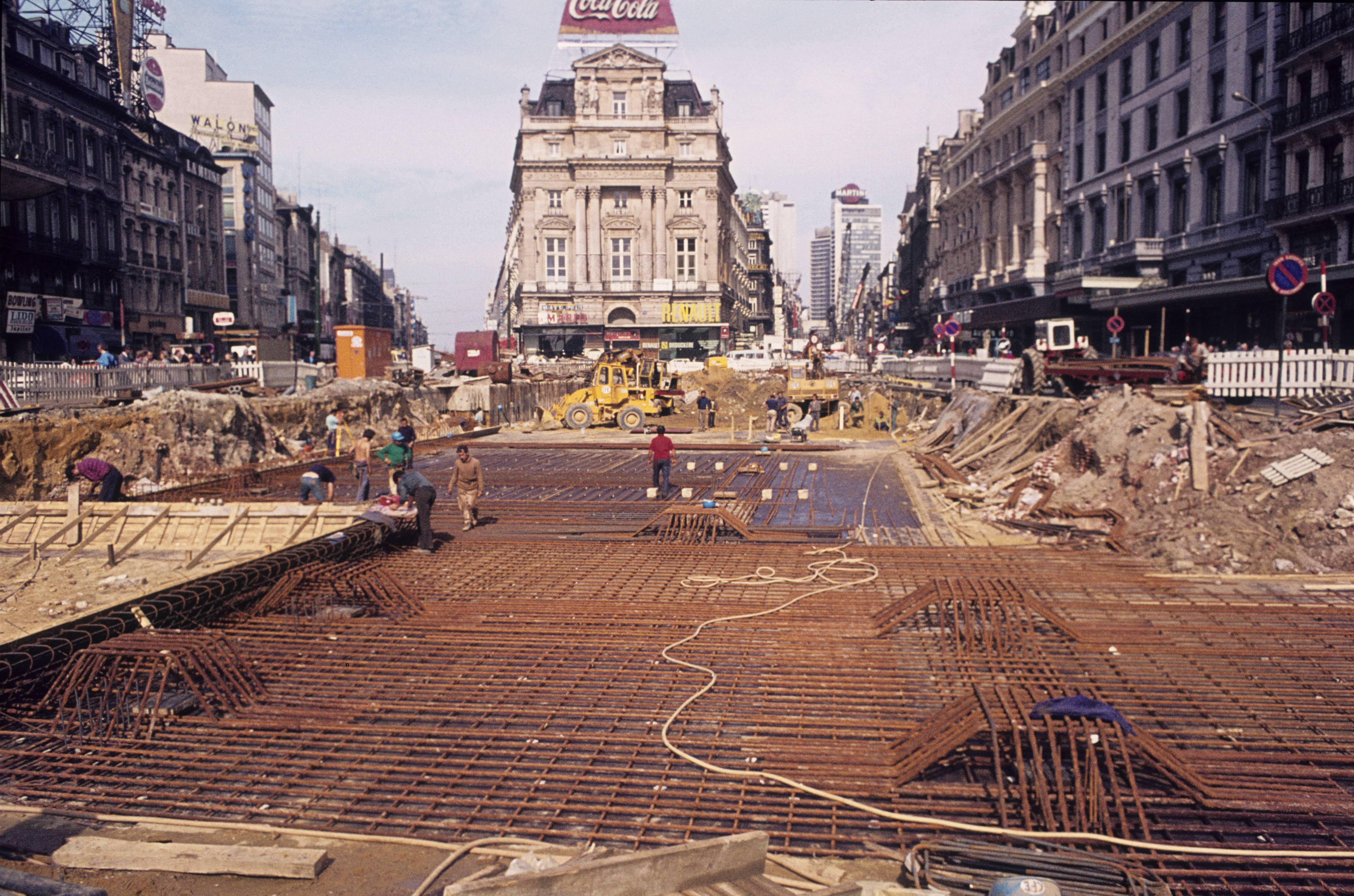
Bouw van het premetrostation
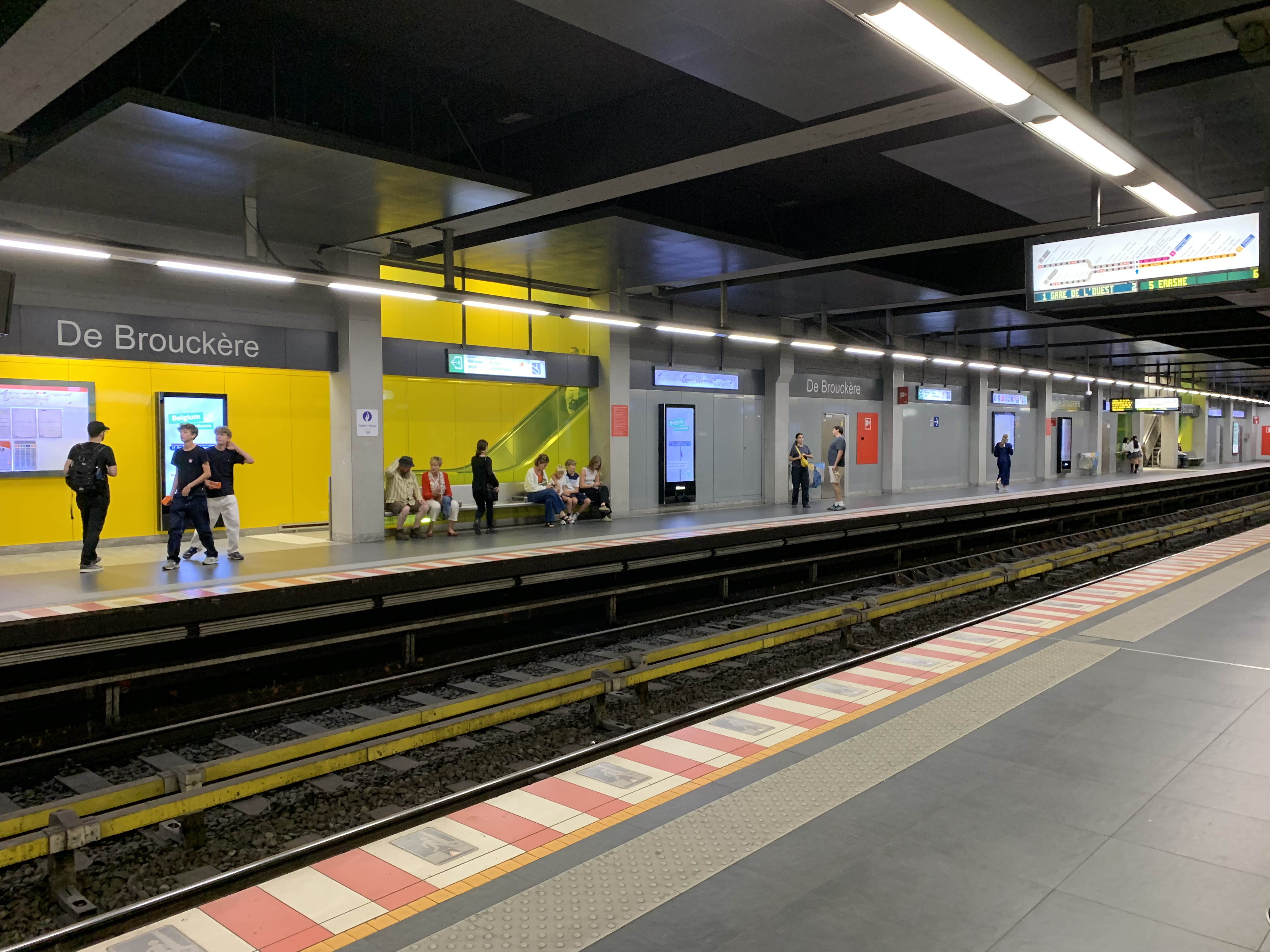
Perrons van het metrostation
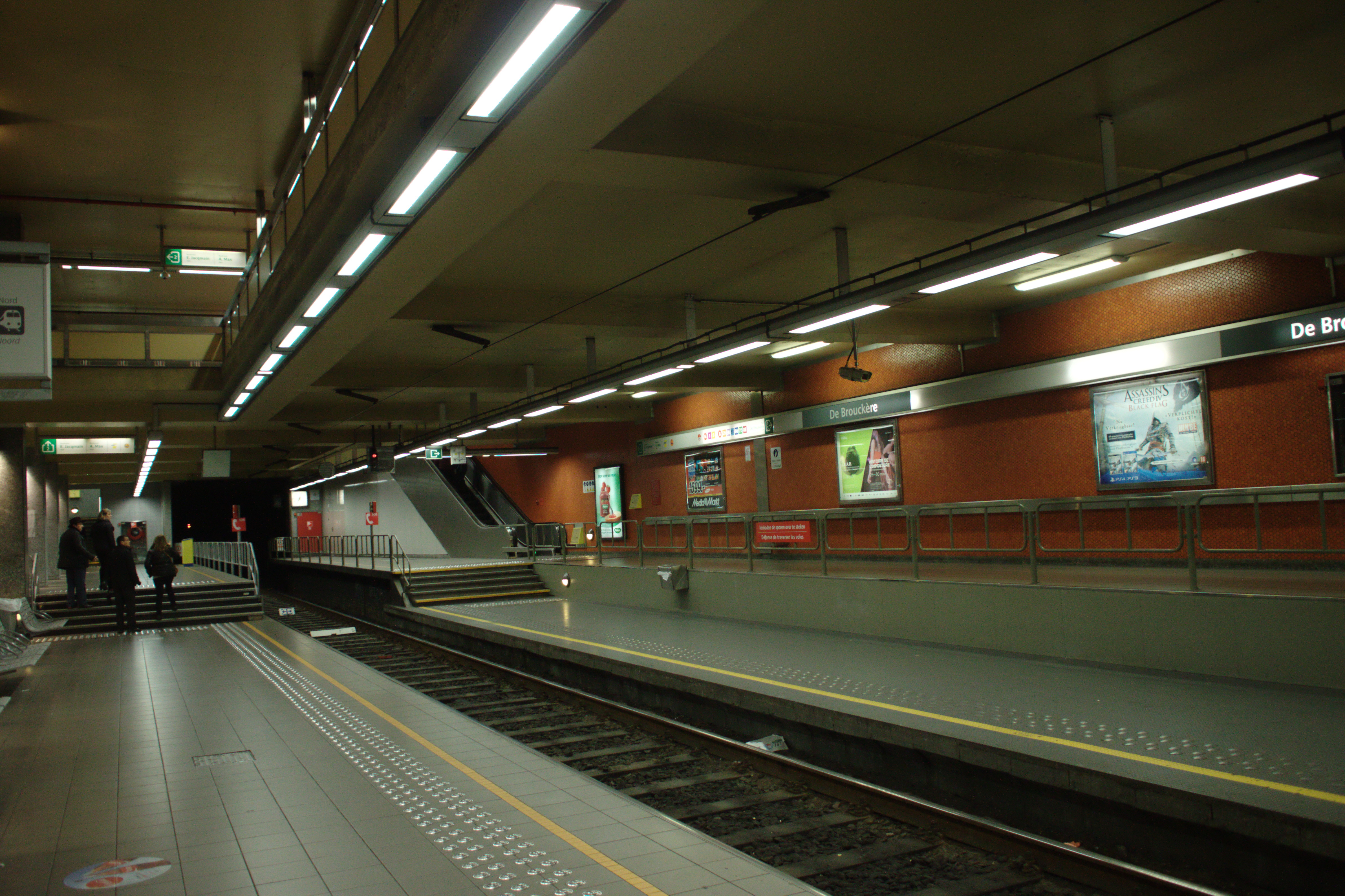
Verlaagde perrons van het premetrostation
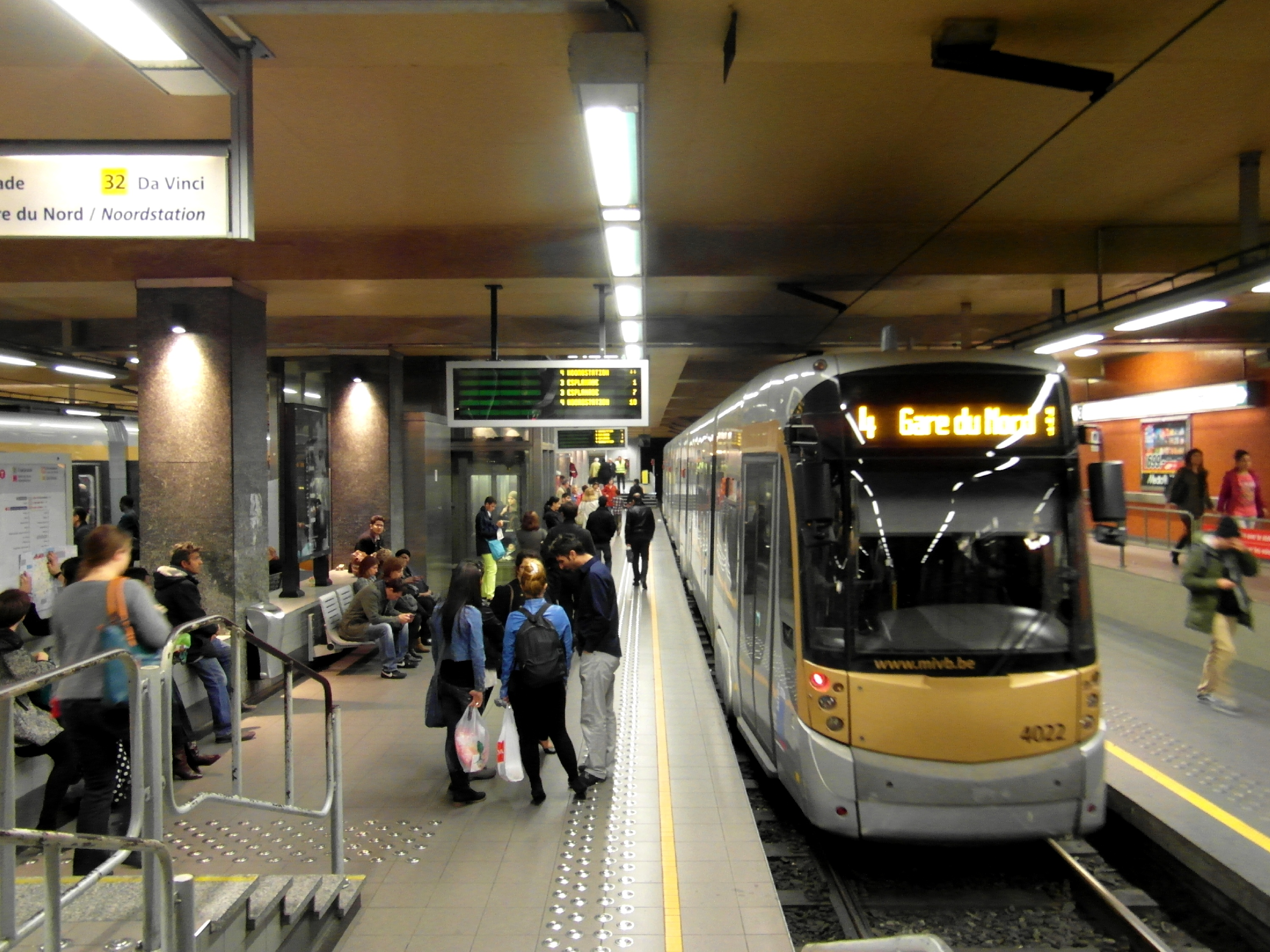
Tramlijn 4 bedient met hoge frequentie de noord-zuidas
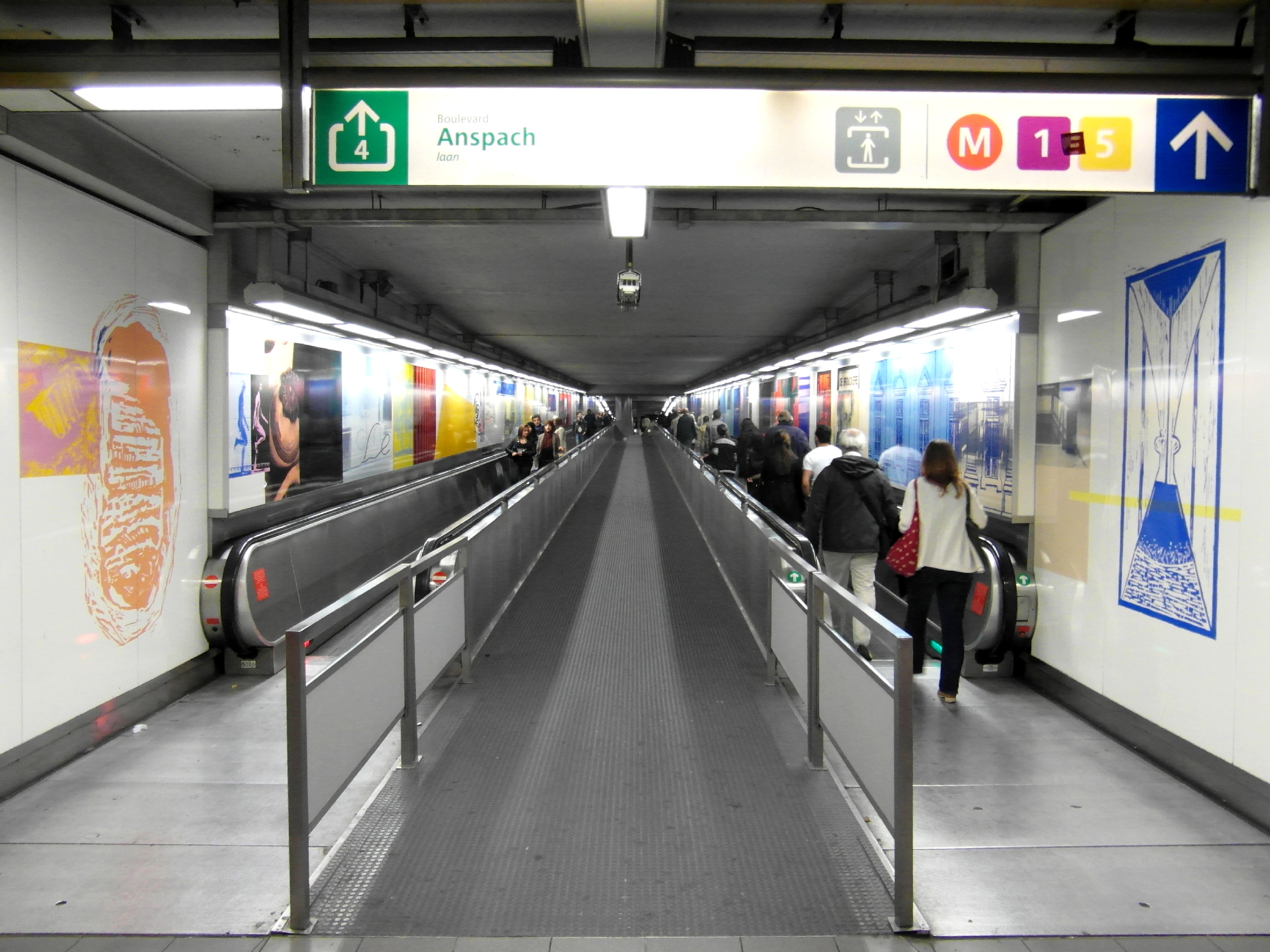
Wandelgang tussen het metro en premetrogedeelte. Op de wanden het kunstwerk van Jan Vanriet